# گل‌به‌خودی
گل‌به‌خودی زمانی اتفاق می‌افتد که در فوتبال و ورزش‌های دیگری که همراه با به ثمر رساندن گل هستند، یک بازیکن گلی به ثمر برساند که علیه تیم خودش به ثبت برسد. این اتفاق معمولاً به صورت تصادفی روی می‌دهد و ممکن است در نتیجهٔ تلاشی از سوی بازیکن دفاع‌کننده در جهت دور کردن توپ باشد. این عبارت، تبدیل به اصطلاحی شده است که به عنوان یک استعاره، زمانی به کار می‌رود که یک شخص کاری انجام دهد که منجر به ضرر دیدن خودش شود.

## فوتبال
در فوتبال، وقتی یک بازیکن یا با شوت خود یا به هر شکل دیگری باعث وارد شدن توپ به دروازهٔ تیم خود شود، یک گل به عنوان گل‌به‌خودی به سود تیم حریف ثبت خواهد شد.
طبق قوانین فوتبال، یک گل‌به‌خودی نمی‌تواند به‌طور مستقیم از راه پرتاب اوت یا ضربهٔ آزاد تیم مدافع حاصل شود. این موضوع همچنین در موارد دیگری همچون ضربهٔ کرنر نیز صادق است.
در زمان گل‌به‌خودی، این موضوع که تیم مدافع قوانین بازی را نقض کند اهمیتی ندارد، بنابراین مثلاً یک گل‌به‌خودی می‌تواند با دست به ثمر برسد.
گل‌به‌خودی در آمار پس از بازی به نام بازیکنی که باعث وارد شدن توپ به دروازهٔ تیم خودی شده است ثبت خواهد شد، مگر این‌که آن گل بعد از شوت مهاجم حریف و برخورد توپ با بازیکن تیم مدافع حاصل شده باشد. در این مواقع، این موضوع مورد بررسی قرار خواهد گرفت که آیا شوت اول در چهارچوب دروازه قرار داشته یا نه، که اگر این‌طور باشد گل به نام بازیکن مهاجم ثبت خواهد شد (حتی اگر شوت او به گونه‌ای بوده باشد که به سادگی توسط دروازه‌بان دفع می‌شد). در بعضی حالت‌های دیگر، مانند هاکی روی یخ، حتی اگر اشتباه مدافع باعث یک گل‌به‌خودی شود، گل به نام بازیکن مهاجم ثبت خواهد شد.

## ورزش‌های دیگر
گل‌به‌خودی در ورزش‌های دیگری به جز فوتبال و با شکل و قوانینی متفاوت نیز مطرح است.
هاکی روی یخ، بسکتبال، فوتبال آمریکایی و کانادایی و فوتبال گائلیک از جمله ورزش‌هایی هستند که امکان گل‌به‌خودی در آن‌ها وجود دارد.

## گل‌به‌خودی در فوتبال ایران
- محسن بنگر بازیکن سابق پرسپولیس زمینه‌ساز سریع‌ترین گل‌به‌خودی تاریخ فوتبال ایران است. او در دقیقهٔ ۱ یک پاس برای سوشا مکانی دروازه‌بان وقت پرسپولیس می‌اندازد اما او در خروج اشتباه می‌کند و پرسپولیس گل دریافت می‌کند.
- ماهان رحمانی نیز سابقهٔ دورترین گل‌به‌خودی تاریخ فوتبال ایران از دروازه را دارد. او در میانهٔ زمین توپ را برای رحمان احمدی می‌فرستد اما یک اشتباه باعث گل برای فولاد و ثبت این گل‌به‌خودی عجیب می‌شود.
- نقل قول از علی‌اکبر استاد اسدی: «در مقدماتی جام‌جهانی ۱۹۹۸ فرانسه نیز ژاپن آن‌قدر به دروازهٔ ما حمله کرد که من آن گل معروف را به احمدرضا عابدزاده زدم. البته داور مسابقه قبل از ضربهٔ من اعلام آفساید کرده بود. دیگر این‌که در این فوتبال فقط من که گل‌به‌خودی نزده‌ام، در این میان می‌توان به نادر محمدخانی، یحیی گل‌محمدی، سهراب بختیاری‌زاده، امیرحسین صادقی، افشین پیروانی، محمد نصرتی، مهدی پاشازاده و … اشاره کرد.»
- گل‌به‌خودی نادر محمدخانی در بازی با عمان به تیم ملی ایران. ناظران این گل‌به‌خودی را خاطره‌انگیزترین گل‌به‌خودی در ایران می‌دانند. آن روزها مقصر این گل‌به‌خودی را محمد خاکپور می‌دانستند.
- یحیی گل‌محمدی مدافع تیم ملی فوتبال ایران در بازی با قطر با بدشانسی و در یک ضدحمله به اشتباه دروازهٔ ایران را باز کرد.
- در بازی جام جهانی ۲۰۱۸ ایران و مراکش در دقیقهٔ ۵ وقت اضافه از ۶ دقیقه وقت اضافه، عزیز بوحدوز بازیکن مراکشی پس از ضربهٔ خطای ایرانی‌ها به‌سوی دروازهٔ مراکش با ضربهٔ سر، توپ را به داخل دروازه هدایت کرد. این اولین برد جام جهانی ایران پس از ۲۰ سال بود که نتیجهٔ آن ۱–۰ به نفع ایران شد.

## گل‌به‌خودی‌های مهم در فوتبال جهان
- اولین گل‌به‌خودی که در فوتبال ثبت شده است، در سال ۱۸۸۸ و توسط گرشوم کوکس، بازیکن تیم استون ویلا در بازی مقابل وولورهمپتون به ثمر رسید.[۲]
- در فینال کارلینگ کاپ سال ۲۰۰۵، درحالی‌که لیورپول از حریف خود پیش بود، استیون جرارد، کاپیتان تیم، با یک ضربهٔ سر دروازهٔ تیم خود را باز کرد. لیورپول در آن بازی شکست خورد.[۳]
- استن وندن بویز در یک بازی، سه گل‌به‌خودی به ثمر رساند.[۴]
- آندرس اسکوبار، مدافع کلمبیایی بعد از گل‌به‌خودی‌ای که در جام جهانی ۱۹۹۴ زد و باعث حذف تیم خود از رقابت‌ها شد، به قتل رسید. بعد از شکست کلمبیا، اسکوبار تبدیل به مقصر اصلی شکست شد و بسیاری معتقدند که گل‌به‌خودی او انگیزهٔ قتلش بوده است.[۵]
- جاناتان وودگیت، در اولین بازی خود برای رئال مادرید بعد از پشت سر گذاشتن دوران مصدومیت، یک گل‌به‌خودی به ثمر رساند و در ادامه نیز از بازی اخراج شد. بعد از آن نیز او در یک بازی دوستانه مقابل رئال ساراگوسا یک گل‌به‌خودی دیگر به ثمر رساند.[۶]
- کریس نیکول، زنندهٔ هر چهار گل بازی استون ویلا با لستر سیتی بود که در ۲۰ مارس ۱۹۷۶ انجام شد و با تساوی ۲–۲ به پایان رسید.[۷]
- جیمی کرگر، مدافع لیورپول در بازی خانگی تیمش مقابل منچستر یونایتد در ۱۱ سپتامبر ۱۹۹۹ که ۲–۳ به سود منچستر به پایان رسید، دو گل‌به‌خودی به ثمر رساند.[۷]
- در سال ۲۰۰۲ و در یک بازی در لیگ تی‌اچ‌بی چمپیونز لیگ کشور ماداگاسکار، تیم آی‌اس آدما با حساب ۰–۱۴۹ سوئه آنتاناناریوو را شکست داد. در این بازی، بازیکنان سوئه در اعتراض به تصمیم اشتباه داور در بازی قبل، ۱۴۹ گل‌به‌خودی به ثمر رساندند.[۸]
- در بازی آرسنال مقابل منچستر یونایتد در فصل ۱۰–۲۰۰۹ لیگ برتر انگلستان، ابو دیابی بازیکن آرسنال با یک گل‌به‌خودی زیبا دروازهٔ تیم خود را باز کرد و باعث شکست ۱–۲ تیم خود و پایان روند شکست‌ناپذیری آن‌ها شد.
- جرارد پیکه با یک گل‌به‌خودی در دقیقهٔ چهارم از وقت اضافهٔ بازی بارسلونا مقابل اوساسونا در ۳۱ اکتبر ۲۰۰۹، موجب تساوی بازی در ثانیهٔ آخر شد.

## یادداشت
1. ↑  در صورت رخ دادن چنین اتفاقی، یک ضربهٔ کرنر به تیم مقابل داده می‌شود.